# Little Tom Mountain
Little Tom Mountain ist ein 73 Acres (29,5 ha) großes, rund um den gleichnamigen, 632 ft (192,6 m) hohen Berg angelegtes Naturschutzgebiet in der Nähe von Holyoke im Bundesstaat Massachusetts der Vereinigten Staaten, das von der Organisation The Trustees of Reservations verwaltet wird.

## Schutzgebiet
Das direkt am Connecticut River liegende Schutzgebiet ist Teil einer zusammenhängenden Fläche von insgesamt 2.500 Acres (10,1 km²), die als geschützte Landschaft seltene Tier- und Pflanzenarten – insbesondere Reptilien und Amphibien – beherbergt und zugleich ein Naherholungsgebiet für die Städte der Umgebung darstellt. In unmittelbarer Nachbarschaft befinden sich das Schutzgebiet Dinosaur Footprints, das ebenfalls durch die Trustees verwaltet wird, sowie das vom Department of Conservation and Recreation (DCR) verwaltete Schutzgebiet Mount Tom State Reservation, durch das der Metacomet-Monadnock-Wanderweg führt.
Im Jahr 2002 erwarb eine Gemeinschaft aus den Trustees of Reservations, dem United States Fish and Wildlife Service, dem DCR und dem in Holyoke ansässigen Zweig des Boys & Girls Clubs of America ein 396 Acres (1,6 km²) großes Gebiet an der Ostflanke des Mount Tom, um das dort befindliche ehemalige Skigebiet zu schützen. Im Rahmen der auf den Erwerb folgenden gemeinschaftlichen Verwaltung wurde das Gebiet unter den Partnern aufgeteilt, wodurch das Schutzgebiet Little Tom Mountain entstand.
Am 18. Mai 2013 wurde ein neuer, 2 mi (3,2 km) langer Wanderweg eingeweiht, der das Schutzgebiet mit dem benachbarten Mount Tom State Reservation verbindet.